# パール・ハーバー (映画)
『パール・ハーバー』（Pearl Harbor）は、ランダル・ウォレス脚本・タッチストーン・ピクチャーズ製作による2001年のアメリカ合衆国の映画。真珠湾攻撃およびドーリットル空襲を題材としたフィクションドラマ映画。
『アルマゲドン』や『ザ・ロック』といったヒット映画を生み出してきたジェリー・ブラッカイマーとマイケル・ベイによる制作で、監督はベイが務めた。総制作費1億3225万ドル。

## 概要
第二次世界大戦開戦前夜から日本軍による真珠湾攻撃を経てアメリカ初の日本本土に対する攻撃ドーリットル空襲に至るまでの時代背景をモチーフとし、アメリカ陸軍航空隊に所属する主人公達の恋愛と闘いを描いた作品。
戦闘シーンにはSFXとして当時最先端のCGが多用され、迫力のある音響演出と相まってそのリアルさが話題になった。その一方で戦争映画としては設定・考証面で史実を無視あるいは大幅に脚色した演出が多くなされており、特に滑稽とも言える日本軍の描写が物議を醸した。2001年のアカデミー賞では音響効果賞を受賞した。一方、同年のゴールデンラズベリー賞（最低映画賞）にノミネートされたが受賞はしなかった。
約2分の映像を付け加えたディレクターズ・カット版もリリースされている。
日本における『パール・ハーバー』での音楽協力は、元々ワーナーミュージック・ジャパンのみ担当していたが、世界販売網共通化に伴い、2018年6月25日に、ウォルト・ディズニー・レコードレーベルは、ユニバーサルミュージックと新たにライセンス契約を結び、同年10月1日以降音楽ソフトの販売を開始、音楽配信の権利を同社に移行したため、本作の音楽協力を行っているワーナーミュージック・ジャパンに加え、ユニバーサルミュージックとの共同協力となっている。
日本では2001年6月21日に東京ドームにて試写会が実施され、監督のマイケル・ベイ、製作のジェリー・ブラッカイマー、主演のベン・アフレックの3人が来日。グラウンドの外野部分に縦14.5m、横35mの巨大スクリーンを設置して上映された。

## ストーリー
1923年のテネシー州。レイフ・マコーリーとダニー・ウォーカーという2人の親友は、第一次世界大戦の退役軍人でPTSDを患っているレイフの父親の後ろで、古い複葉機で空戦ごっこをしている。
第二次世界大戦が激化してきた1941年1月、ダニーとレイフは共にジミー・ドゥーリトル少佐の指揮下にある中尉となっている。ドゥーリトルはレイフに、イーグル飛行隊（バトル・オブ・ブリテン中のアメリカ軍志願パイロットによるイギリス空軍部隊）への入隊が認められたことを告げる。イヴリン・ジョンソンという看護師は、失読症にも拘わらずレイフに健康診断を合格させ、2人は交際を始める。4週間後、すっかり恋仲になったレイフとイヴリンは、ナイトクラブでダンスを楽しみ、その後、借りた警察のボートでニューヨーク港内を回る。レイフはイーグル飛行隊に入隊し、翌日には出発すると言ってイブリンにショックを与える。レイフはドイツ空軍の爆撃隊を迎撃する任務中にイギリス海峡上空で撃墜され、戦死したと推定される。ダニーとイブリンはレイフの死を一緒に悼み、2人は恋に落ちる。
一方、日本は米国太平洋艦隊を攻撃する準備を進めており、真珠湾海軍基地への大規模な攻撃が最善の方法であると判断する。
12月6日の夜、イブリンは、レイフが自宅のドアの外に立っているのを見て驚く。彼は、撃墜とその後のナチス占領下のフランスでの数か月にわたる捕虜生活を生き延びていたのだった。レイフはダニーとイブリンの恋を知り、フラダンス・バーへ行き、そこで大喜びした仲間のパイロットたちに歓迎される。ダニーは仲直りしようとバーに行き、酔ったレイフを見つけるが、2人は喧嘩になってしまう。憲兵が到着すると、彼らは営倉に入れられるのを避けるために現場から逃走し、ダニーの車の中で眠ってしまう。
翌12月7日朝、大日本帝国海軍は真珠湾攻撃を開始する。この奇襲攻撃で米太平洋艦隊は甚大な被害を受け、基地を守るために戦闘機を発進させる前に飛行場の殆どが壊滅する。レイフとダニーはP-40戦闘機で離陸し、7機を撃墜する。その後、彼らは転覆した戦艦オクラホマの乗員の救出に協力するが、壊滅した戦艦アリゾナの乗員の救助は間に合わなかった。
翌日、フランクリン・D・ルーズベルト大統領は国民に向けて「屈辱の日」演説を行い、議会に対して大日本帝国に宣戦布告するよう要請した。生存者たちは多数の死者を追悼する追悼式に出席する。ダニーとレイフは2人ともドゥーリトルの下でアメリカ本土に移動するよう命じられるが、その理由は不明である。2人の出発前、イヴリンはレイフにダニーの子供を身籠っていることを明かす。彼女は子供のためにダニーと一緒にいて尽くす積りだが、本当に愛しているのはレイフだと言う。
ダニーとレイフは真珠湾での活躍により大尉に昇進し銀星章を授与され、ドゥーリトルは極秘任務に志願するよう2人に依頼する。次の3か月間、レイフ、ダニー及びその他のパイロットは特別に改造されたB-25ミッチェル爆撃機で超短距離離陸の訓練を行う。4月、爆撃隊は航空母艦ホーネットに乗って日本の方向に向かう。彼らの任務は東京を爆撃し、その後中国に着陸することだ。任務は成功したが、レイフとダニーの飛行機は燃料切れで中国の日本占領地に不時着する。爆撃隊と日本軍地上部隊の間で銃撃戦が起こり、レイフをかばってダニーが致命傷を負った後、一行は中国兵に救出される。レイフはダニーに、イヴリンがダニーの子供を妊娠していることを涙ながらに明かす。ダニーは死に際にレイフに、それはもうレイフの子供だと言う。
戦後、結婚したレイフとイブリンは、実の父親にちなんでダニーと名付けられたイブリンの息子と共にダニーの墓を訪れる。レイフは義理の息子に飛行機に乗りたいかどうか尋ね、レイフの父親が嘗て所有していた古い複葉機で2人で夕日の中に飛び立つ。

## 登場人物
- 役名（キャスト）

### 主要人物
- レイフ・マコーレー（ベン・アフレック）

- ダニー・ウォーカー（ジョシュ・ハートネット）

レイフの幼馴染で親友。
- イヴリン・ジョンソン（ケイト・ベッキンセイル）

本作のヒロイン。

### その他の人物
- アール軍曹（トム・サイズモア）
- ハロルド・サーマン（ダン・エイクロイド）
- グーズ・ウッド（マイケル・シャノン）
- レッド・ウィンクル（ユエン・ブレムナー）
- アンソニー・フュスコ（グレッグ・ゾーラ）
- ベティ・ベイヤー（ジェイミー・キング）
- バーバラ（キャサリン・ケルナー）
- サンドラ（ジェニファー・ガーナー）
- マーサ（サラ・ルー）
- ビリー・トンプソン（ウィリアム・リー・スコット）
- ジャック・リチャーズ（キム・コーツ）
- ダニーの父（ウィリアム・フィクナー）
- イアン（トニー・カラン）
- テオ（ロッド・ビーマン）
- ジョー・マッキノン少尉（マシュー・デイヴィス）
- ジョー（アンドリュー・ブリニアースキー）
- ジャクソン少佐（リーランド・オーサー）
- ニュースの声（ウォーリー・バー）

### 実在の人物（アメリカ側）
- ドリー（キューバ・グッディングJr.）
- ジミー・ドゥーリトル（アレック・ボールドウィン）
- ハズバンド・キンメル（コルム・フィオール）
- キンメルの副官（ラファエル・スバージ）
- フランクリン・ルーズヴェルト（ジョン・ヴォイト）

1941年12月7日の真珠湾攻撃においての当時のアメリカ大統領。
- ジョージ・マーシャル（スコット・ウィルソン）
- チェスター・W・ニミッツ（グレアム・ベッケル）
- ウィリアム・ハルゼー・ジュニア（グレン・モーシャワー）
- メルビン・シャープ・ベニオン（ピーター・ファース）

ウェストバージニア艦長。

### 日本軍関係者
- 山本五十六（マコ岩松）
- 源田実（ケイリー＝ヒロユキ・タガワ）
- 西倉少将（ジョン・フジオカ）
- 日本兵（ユウジ・オクモト）

## スタッフ
- 監督：マイケル・ベイ
- 制作：マイケル・ベイ、ジェリー・ブラッカイマー
- 脚本：ランダル・ウォレス
- 撮影：ジョン・シュワルツマン
- SFX：ILM
- 美術：ナイジェル・フェルプス（英語版）
- 衣装：マイケル・カプラン
- 音楽：ハンス・ジマー
- 主題歌：「永遠に愛されて」フェイス・ヒル

## キャスト
| 役名                             | 俳優                       | 日本語吹き替え                          | 日本語吹き替え | 日本語吹き替え |
| 役名                             | 俳優                       | ソフト版                                | テレビ朝日版 |                |
| -------------------------------- | -------------------------- | --------------------------------------- | --- | -------------- |
| レイフ・マコーレー               | ベン・アフレック           | 堀内賢雄                                | 桐本琢也 |                |
| ダニー・ウォーカー               | ジョシュ・ハートネット     | 平田広明                                | 竹若拓磨 |                |
| イヴリン・ジョンソン             | ケイト・ベッキンセイル     | 田中敦子                                | 内山理名 |                |
| ドリー                           | キューバ・グッディングJr.  | 小山力也                                | 高木渉 |                |
| ジミー・ドゥーリトル             | アレック・ボールドウィン   | 磯部勉                                  | 佐々木勝彦 |                |
| サーマン                         | ダン・エイクロイド         | 菅生隆之                                | 佐々木梅治 |                |
| アール軍曹                       | トム・サイズモア           | 立木文彦                                | 後藤哲夫 |                |
| グーズ                           | マイケル・シャノン         | 内田直哉                                | 村治学 |                |
| レッド                           | ユエン・ブレムナー         | 檀臣幸                                  | 置鮎龍太郎 |                |
| アンソニー                       | グレッグ・ゾーラ           | 大黒和広                                | |                |
| ベティ                           | ジェイミー・キング         | 石塚理恵                                | 荒井静香 |                |
| バーバラ                         | キャサリン・ケルナー       | 小林さやか                              | |                |
| サンドラ                         | ジェニファー・ガーナー     | 魏涼子                                  | 安藤麻吹 |                |
| マーサ                           | サラ・ルー                 | 朴璐美                                  | |                |
| ビリー                           | ウィリアム・リー・スコット | 成田剣                                  | |                |
| ハズバンド・キンメル             | コルム・フィオール         | 千田光男                                | 有本欽隆 |                |
| ルーズベルト大統領               | ジョン・ヴォイト           | 平野稔                                  | 有川博 |                |
| ジョージ・マーシャル             | スコット・ウィルソン       | 藤本譲                                  | |                |
| チェスター・W・ニミッツ          | グレアム・ベッケル         | 石森達幸                                | |                |
| メルビン・シャープ・ベニオン艦長 | ピーター・ファース         | 藤本譲                                  | |                |
| 山本五十六                       | マコ岩松                   | 小林清志                                | |                |
| 源田実                           | ケイリー＝ヒロユキ・タガワ | 大塚明夫                                | |                |
| 少年時代のレイフ                 | ジェシー・ジェイムズ       | 小野賢章                                | 瀧本富士子 |                |
| 少年時代のダニー                 | ライリー・マクレンドン     | 常盤祐貴                                | 竹内順子 |                |
| ダニーの父                       | ウィリアム・フィクナー     | 内田直哉                                | |                |
| ジョー・マッキノン少尉           | マシュー・デイヴィス       | 根本央紀                                | |                |
| イアン                           | トニー・カラン             | 土田大                                  | |                |
| テオ                             | ロッド・ビーマン           | 海老原英人                              | |                |
| ティーニ                         | ガイ・トリー               | 遠藤純一                                | |                |
| ジャック                         | トーマス・アラナ           | 廣田行生                                | |                |
| ジャクソン少佐                   | リーランド・オーサー       | 星野充昭                                | |                |
| キンメルの副官                   | ラファエル・スバージ       | 柳沢栄治                                | |                |
| その他                           | N/A                        | 丸山純路 丁田政二郎 河野智之 小田木美恵 | 水野龍司 小島敏彦 中博史 辻親八 吉田孝 小野塚貴志 斎藤恵理 遠藤純一 石井隆夫 青山穣 山野井仁 鈴木正和 木村雅史 田村聖子 白熊寛嗣 竹田雅則 大久保利洋 瑚海みどり |                |
|                                  |                            |                                         | |                |
| 翻訳                             | N/A                        | 久保喜昭                                | 武満真樹 |                |
| 演出                             | N/A                        | 小山悟                                  | 伊達康将 |                |
| 製作                             | N/A                        | DCVI                                    | 東北新社 |                |

- テレビ朝日版：初回放送2004年3月28日『日曜洋画劇場』(21:00-23:54)

## 評価
日本での配給においては戦争映画として売り出される一方で同国の市場に配慮して、文化的に侮辱になる場面を削除した「修正版」を公開した。また、『タイタニック』（1997年）や『スターリングラード』（2001年）のような歴史的悲劇の中の恋愛映画としても大々的に宣伝が行われ、興行的には大ヒットすることになった。なお、リアリティはともかく迫力に溢れた映像および音響演出は話題となり、その年のアカデミー賞では音響効果賞を受賞している。
本作の偏見的な描写はアメリカ国内でも注目され、アメリカの有名な映画評論家であるロジャー・イーバートは「この作品は真珠湾攻撃を知らないか、第二次世界大戦さえも知らない観客を対象に作ったのだろう」と批評した。また、ワシントン・ポストは同じ真珠湾攻撃をテーマにした戦争映画『トラ!トラ!トラ!』にかけて、「ボア、ボア、ボア（退屈で退屈で退屈）」と批判した。トレイ・パーカーらによるブラック人形劇コメディ映画『チーム・アメリカ』（2004年）でも、挿入歌に本作への痛烈な批判ネタを織り込んでいる。
試写会が大々的に真珠湾内で行われ、会場となったのは空母ジョン・C・ステニス艦上だったが、日本と日系の報道機関はシャットアウトして行われた。また、試写会の為だけに500万ドル（日本円で約6億円）をかけて行ったことや同空母をサンディエゴから航行させたことについても一部から批判された。

### 史実と異なるとして論争になった点

#### 真珠湾攻撃のシーンについて
- 日本軍が機銃掃射で民間病院や民間人を攻撃しているシーンや海面に浮いている兵士へ執拗に機銃掃射をするシーンがあるが、これは史実に無い過剰演出として批判する意見がある[注 3]。ただし、記録によれば日本側の諜報活動のミスにより民間施設が軍事施設として誤って攻撃対象になっていた場合もあるようで、実際にそれによる死傷者も出ている[7]。また、子どもたちが野球している頭上を零戦が飛んでいく場面があるが、爆撃が始まったのは日曜日の午前7時55分のため、朝早くからリトルリーグをやっているはずが無いという指摘もある[5]。
- 劇中で登場する攻撃を受けるアメリカ海軍艦艇に、当時はまだ存在しないスプルーアンス級駆逐艦が写っている。真珠湾内で退役していた数隻の同級駆逐艦を撮影に使用しているが[注 4]、実際に同級駆逐艦が就航するのは真珠湾攻撃から34年後の1975年である。また湾内を映した複数の場面で、別の現代艦船も複数映り込んでいる。
- レイフとダニーの駆るP-40と零戦の対決では、当時運動性など圧倒的に性能が優れているはずの零戦がたった2機のP-40に敗北しているが、これも物議を醸した。史実での日本側の記録においては零戦隊の損害は9機のみで、空戦による被害は無かったとされている。ただしその一方で、ジョージ・ウェルク（George Welch）とケニス・テイラー（Kenneth M. Taylor）という2人のパイロットが真珠湾攻撃の際に2機のP-40で多数の零戦に対して戦いを挑み、その内6〜10機を落としたという証言（テイラー機が被弾し、片方の主翼半分を吹き飛ばされるも無事生還したという）もあり[注 4]、この証言を参考にした可能性はある[7][注 5]。

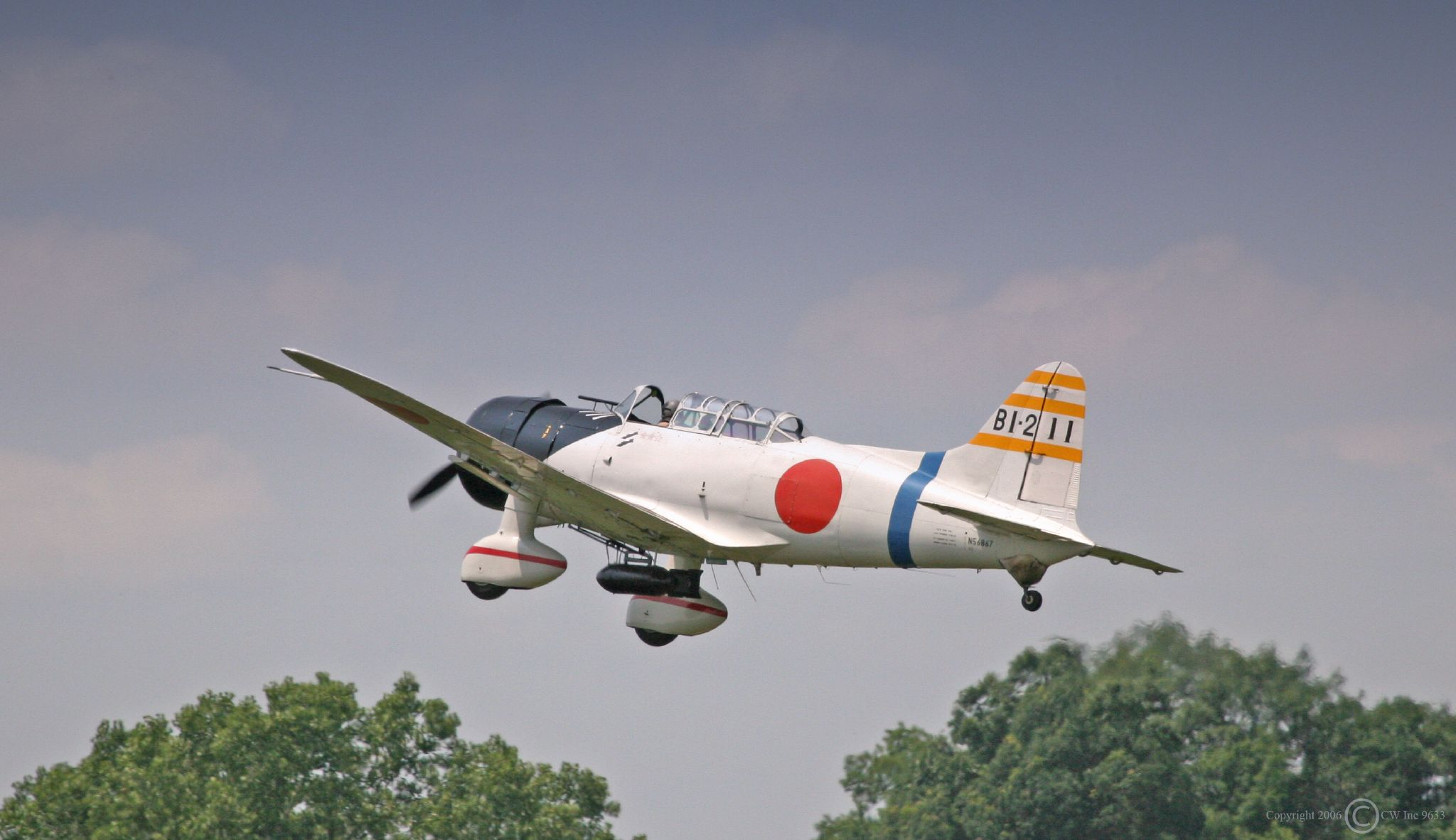
映画『トラ・トラ・トラ!』の撮影の為に製作された、バルティBT-13改造の九九式艦上爆撃機（2006年撮影）

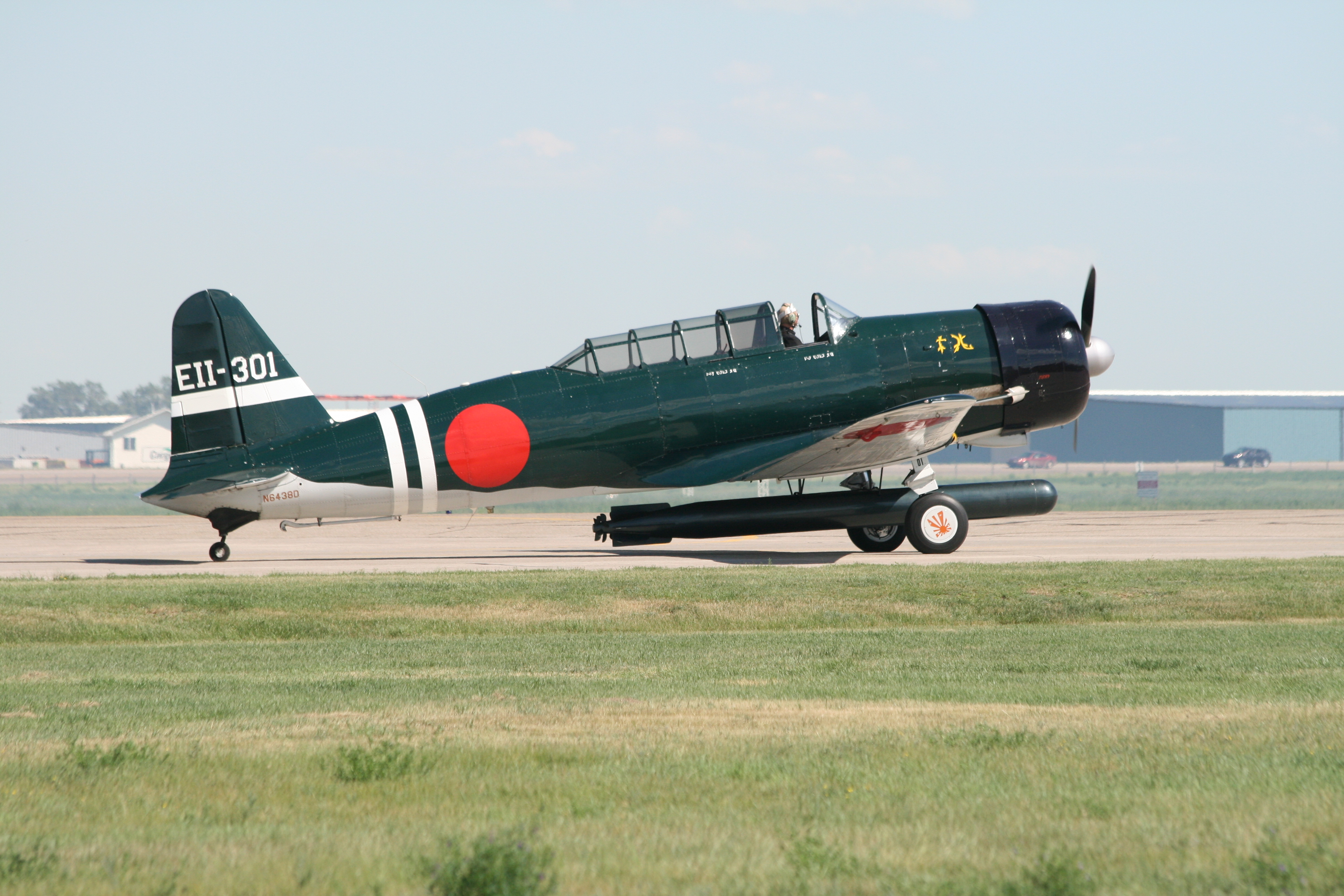
映画『トラ・トラ・トラ!』の撮影の為に製作されたBT-13改造の九七式艦上攻撃機風の改造機